# Cyphostemma juttae
Cyphostemma juttae es una especie suculenta de lento crecimiento de Cyphostemma, bien conocida como una planta ornamental. La planta también es conocida como cobas bastardo (bastard cobas), uva silvestre (wild grape),  uva de árbol (tree grape) y uva de Namibia (Namibian grape).

## Descripción
La especie puede alcanzar 2 metros de alto y tiene grandes hojas brillantes. Es una planta suculenta de crecimiento lento, con un tronco enorme hinchado. Estas plantas son nativas de Namibia, donde están expuestos a condiciones muy secas y cálidas. Han evolucionado tanto, que se adaptan muy bien para sobrevivir. La presencia de cortezas blancas, caídas, en pedazos como de papel, de los tallos,  es muy típico de esta especie. En el verano esto ayuda a reflejar la luz del sol con el fin de mantener la planta fresca. El tallo es grueso, carnoso y las hojas actúan como reservorios de agua en épocas de sequía. Una planta completamente desarrollado puede llegar a medir hasta 2 m de altura. Las hojas son grandes, brillantes, ovales, carnosas y con dientes y se caen durante los meses de invierno. Las flores son poco visibles, pero la forma racimos de brillantes bayas de color vino cerca del final del verano.

## Taxonomía
Cyphostemma juttae fue descrita por (Dinter & Gilg) Desc. y publicado en Naturalia monspeliensia. Série botanique. 18: 222, en el año 1967.
Sinonimia
- Cissus juttae Dinter & Gilg ex Gilg & M.Brandt basónimo[3]